# Густав (крокодил)

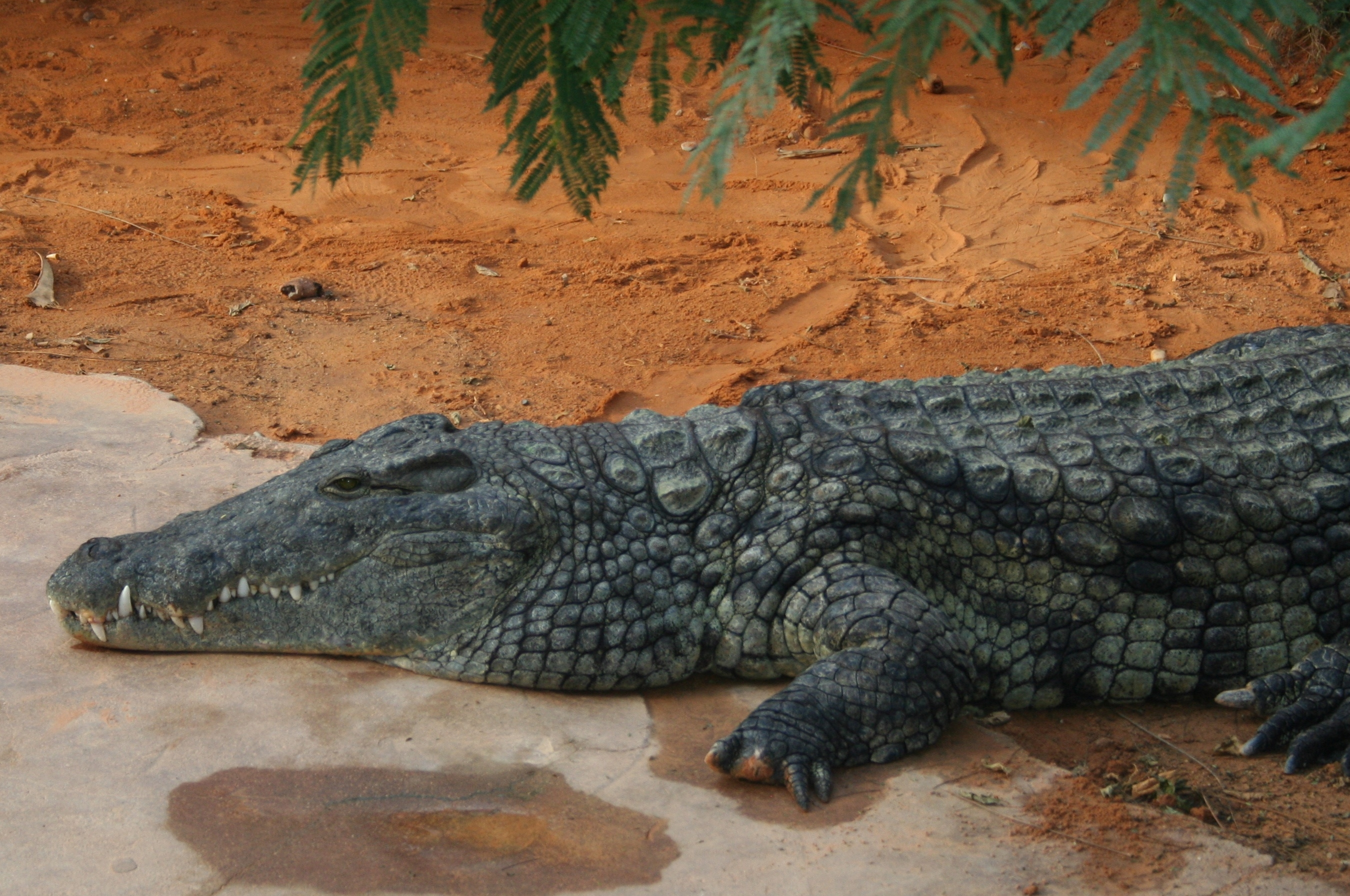
Самець нільського крокодила, Бурунді.

Густав (фр. Gustave) — великий самець нільського крокодила з Бурунді. Відомий тим, що був зафіксований як людожер і, за чутками, убив близько 300 людей на берегах річки  Рузізі та північного берега озера Танганьїка. Хоча фактичну кількість важко перевірити, він набув міфічного статусу і його дуже боялися місцеві жителі.
Ім'я «Густав» дав Патріс Файє, французький герпетолог, що досліджував крокодила з кінця 1990-х років. Значна частина того, що відомо про Густава, пов’язана з фільмом «Лови вбивці Крока», який вийшов у 2004 році на PBS. У фільмі задокументовано спробу захоплення та вивчення Гюстава.

## Опис
Оскільки Густава не було схоплено, його довжина та вага невідомі, але в 2002 році було заявлено, що він може бути «легко більше 18 футів (5,5, а то й 6 м)» у довжину та важити більше 2000 фунтів (910 кг). За оцінками, йому було близько 100 років, щоб досягти таких видатних розмірів; однак подальше більш уважне спостереження за Густавом виявило повний набір зубів, коли він відкрив рот. Оскільки 100-річний крокодил «повинен бути майже беззубим» (згідно з документальним фільмом), йому, ймовірно, було не більше 60 років, і він, ймовірно, все ще росте". В даний час вважається, що він вилупився приблизно 1955 року.
Густав відомий трьома шрамами від куль на його тілі. У нього також виявлено глибоке поранення правої лопатки. Обставини навколо чотирьох шрамів невідомі. Вчені та герпетологи, які досліджували Гюстава, стверджують, що його незвичайні розміри та вага перешкоджають його здатності полювати на звичайну спритну здобич цього виду, як-от рибу, антилопу чи зебру, змушуючи його нападати на більших тварин, таких як бегемот, антилопа гну та, певною мірою, люди. Згідно з популярним місцевим попередженням, він, як кажуть, полює і залишає трупи своїх жертв нез'їденними. У документальному фільмі Файє також говориться, що оскільки крокодили можуть обходитися без їжі кілька місяців, Густав міг дозволити собі ретельно вибирати свою жертву.
Густав відомий тим, що навмисно полює на звичайних бегемотів (дорослі особи сягають масси в 2—3 т). Один єгерь навіть описував ситуацію, як крокодил атакував і вбив великого самця бегемота. Відомо, що бегемоти поважають Густава, тримаючи безпечну дистанцію та йдучи з його шляху.

## Спроба захоплення
У фільмі Capturing the Killer Croc Патріс Фей та інші вчені намагалися спіймати Густава. Згідно з фільмом, Патріс проводив два роки розслідувань. Патрісу та його команді дали два місяці на спробу захоплення; після цього зміна уряду ризикувала б занурити країну в громадянську війну.
Була розроблена клітка-пастка вагою в тонну і довжиною майже 9 метрів (30 футів). Потім команда знайшла Густава, встановила і заманила пастку, розмістивши всередині приховану інфрачервону камеру. Було використано кілька видів приманок, але жодна з них не привернула Гюстава чи будь-яку іншу істоту. Потім вчені встановили три гігантські пастки на стратегічних берегах, щоб збільшити їхні шанси на захоплення; Хоча менші крокодили були спіймані в пастки, Густав не був.
За останній тиждень перед вимушеним виїздом з країни команда помістила в клітку живу козу. Нічого не відбувалося, доки однієї ночі під час штормової погоди не вийшла з ладу камера. Наступного ранку клітку знайшли частково затопленою, а коза зникла. Команда припустила, що підйом води допоміг козі втекти або що клітка вийшла з ладу, але без запису камери неможливо було зробити жодного висновку. 

## Подальші спостереження
2008 року після довгого затишшя Густав був виявлений  експедицією «National Geographic Channel».У 2009 році Густав з'явився в річці Рузізі біля озера Танганьїка.
Ще одне спостереження було у червні 2015 року, коли один місцевий житель повідомив, що Густав затяг у річку дорослого самця африканського буйвола. 
У статті 2019 року про подорожі Бурунді автор журналу «Travel Africa» повідомив, що Густава вбили. Правда, не повідомляється, як і ким він був убитий, і жодних фотодоказів ніколи не з’являлося.

## Припущення
Герпетолог Мішель МакРей з National Geographic Adventure вважає, що, швидше за все, Густав — найбільший крокодил, який живе в Африці.

## В культурі
Історія про гігантського крокодила Густава стала основою фільму «Первісне зло», в якому група репортерів вирушає до Бурунді, щоб захопити самого Густава.